# Rose M. Brewer
Rose M. Brewer ist eine US-amerikanische Soziologin, die als Professorin für African American & African Studies an der University of Minnesota forscht und lehrt. Sie amtiert 2024/25 als Präsidentin der Society for the Study of Social Problems (SSSP).

## Werdegang und Wirken
Brewer machte 1969 ein Bachelor-Examen (Soziologie und Geschichte) am Northeastern State College. Es folgten 1971 der Master-Abschluss und 1976 die Promotion zur Ph.D. (Soziologie) an der Indiana University Bloomington, Titel der Dissertation war: Black Adolescent Politicization: A Study in the Political Socialization of Black Adolescents. Die erste akademische Anstellung war als Assistant Professor an der University of Texas at Austin (1977–1980), es folgten eine Tätigkeit als Post-Doctoral Fellow an der University of Chicago (1981–1983) und dann erneut eine Assistenzprofessur an der University of Texas at Austin. Seit 1986 ist Brewer Hochschullehrerin an der University of Minnesota, erst als Adjunct- und Associate-Professor, seit 2002 als Full Professor.
Als soziale Aktivistin und Wissenschaftlerin publiziert Brewer über schwarzen Feminismus, politische Ökonomie, soziale Bewegungen, Ethnie, Klasse, Gender und sozialen Wandel.

## Schriften (Auswahl)
- Als Mitherausgeberin: Bridges of power. Women's multicultural alliances. New Society Publishers, Philadelphia 1990, ISBN 0-86571-184-4.
- Mitautorin: The color of wealth. The story behind the U.S. racial wealth divide. New Press, New York 2006, ISBN 978-1-59558-004-7.
- Als Mitherausgeberin: Sparked: George Floyd, racism, and the progressive illusion. Minnesota Historical Society Press, St. Paul 2021, ISBN 978-1-68134-208-5.